# Marie Barsacq

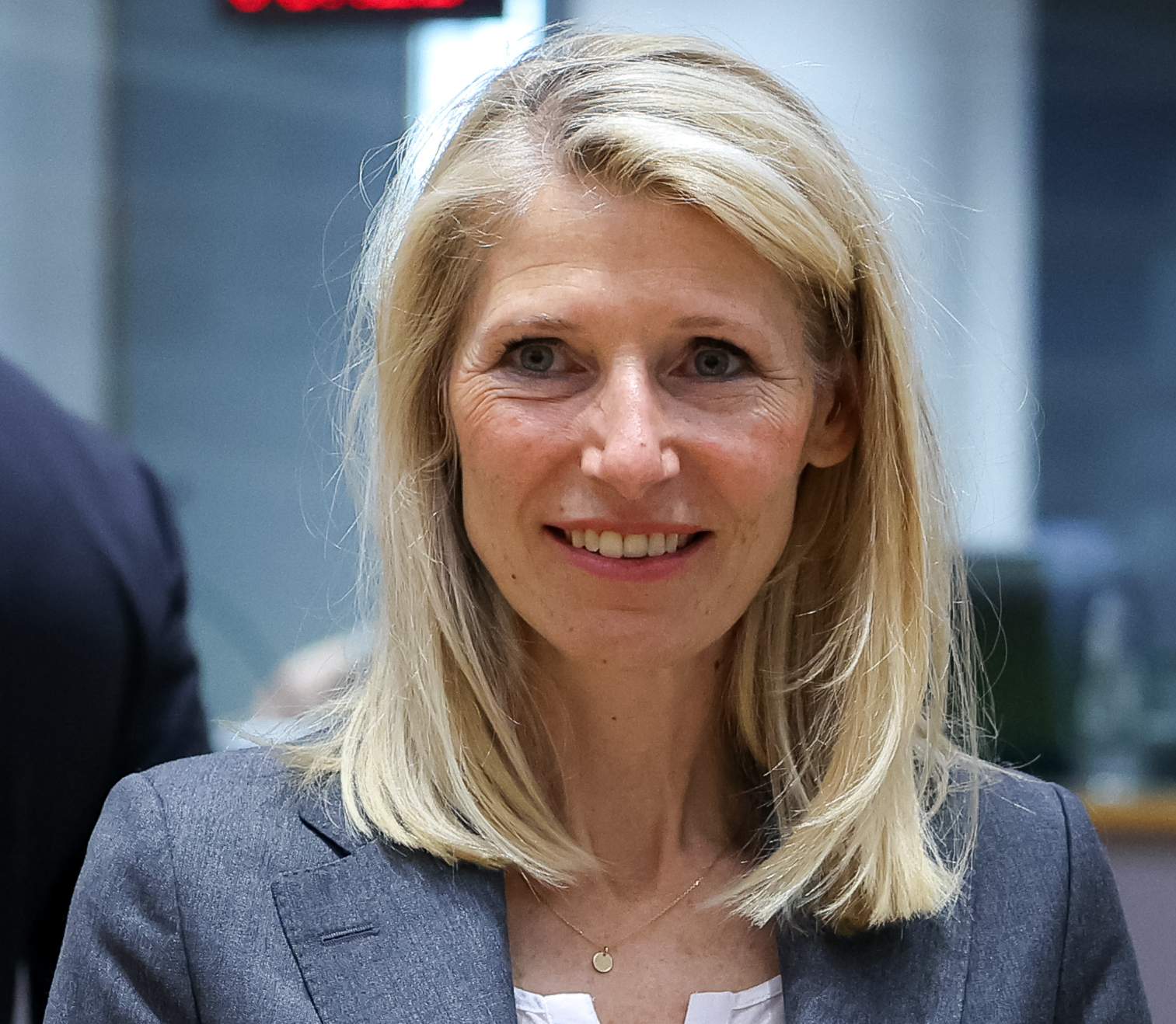
Marie Barsacq (2025)

Marie Barsacq (* 3. August 1973 in Dax, Département Landes) ist eine französische Politikerin, die am 23. Dezember 2024 im Kabinett Bayrou zum Minister für Sport, Jugend und bürgerschaftliches Engagement ernannt wurde. Sie ist parteilos.

## Leben und Wirken
Marie Barsacq ist ausgebildete Juristin und arbeitete zehn Jahre lang für das Nationale Olympische und Sportliche Komitee Frankreichs (CNOSF) im Bereich Beschäftigung und Berufsbildung in der Sportbewegung. Sie arbeitete danach beim französischen Fußballverband FFF als stellvertretende Generalsekretärin, zuständig für den Amateurfußball. 
Im Jahr 2015 wurde Barsacq zur Director of Impact and Legacy (Direktorin für Wirkung und Vermächtnis) des Kandidaturkomitees Paris 2024 ernannt und hatte diesen Position auch während der Organisationsphase von Paris 2024 inne. Sie ist auch zuständig für die Vorbereitung der Olympischen Winterspiele 2030 in den französischen Alpen.

## Belege
1. ↑  Marie Barsacq. In: olympics.com. Abgerufen am 9. Januar 2025.
2. ↑  Kevin Bernardi: Alpes françaises 2030 : Marie Barsacq entre en jeu. 8. Januar 2025, abgerufen am 30. März 2025 (französisch).

| Personendaten    | Personendaten                       |
| ---------------- | ----------------------------------- |
| NAME             | Barsacq, Marie                      |
| KURZBESCHREIBUNG | französische Politikerin            |
| GEBURTSDATUM     | 3. August 1973                      |
| GEBURTSORT       | Dax, Département Landes, Frankreich |